# Vo Džja
Čjang Džja (kitajsko 羌甲) ali Vo Džja (kitajsko 沃甲) z osebim imenojm Dzi Ju, je bil kralj Kitajske iz dinastije Šang. 
V Zapisih Velikega zgodovinarja ga Sima Čjan navaja kot petnajstega kralja dinastije Šang, ki je nasledil svojega brata Dzu Šina. Ustoličen je bil v letu renjan v prestolnici Bi. Vladal je približno 25 let, po nekaterih virih  samo 20 let. Posmrtno je dobil ime Vo Džja. Nasledil ga je njegov nečak Dzu Ding.
Zapisi na orakeljskih kosteh, izkopanih v Jinšuju, omenjajo, da je bil štirinajsti kralj dinastije Šang, posmrtno imenovan Čjang Džja.